# یوکسل شانلی
یوکسل شانلی (به ترکی استانبولی: Yüksel Şanlı) (زادهٔ ۱۴ نوامبر ۱۹۷۳) کشتی‌گیر سابق اهل ترکیه در دستهٔ ۶۹ کیلوگرم کشتی آزاد است که برندهٔ یک مدال برنز مسابقات قهرمانی کشتی جهان (۱۹۹۹)، قهرمان مسابقات قهرمانی کشتی اروپا (۱۹۹۸) و برندهٔ مدال طلای دو دورهٔ بازی‌های مدیترانه‌ای (۱۹۹۷ و ۲۰۰۱) است. او همچنین ملی‌پوش ترکیه در بازی‌های المپیک ۲۰۰۰ سیدنی بود که در این مسابقات با باخت برابر لینکولن مک‌ایلریوی از آمریکا موفق به کسب مدال نشد. 